# Meistaradeildin (1965)
Meistaradeildin 1965 – 23. sezon pierwszej ligi piłki nożnej archipelagu Wysp Owczych. W rozgrywkach brały udział 4 zespoły, KÍ Klaksvík ponownie zdecydował się na start. Zwycięzcą został HB Tórshavn, zwycięzca dwóch poprzednich sezonów.

## Uczestnicy
| Uczestnicy Meistaradeildin 1964                                                                               | Uczestnicy Meistaradeildin 1964 | Uczestnicy Meistaradeildin 1964 | Uczestnicy Meistaradeildin 1964 |
| --- | ------------------------------- | ------------------------------- | ------------------------------- |
| HB | HB Tórshavn                     | 1                               |                                 |
| B36 | B36 Tórshavn                    | 2                               |                                 |
| TB | TB Tvøroyri                     | 3                               |                                 |
| Nowi uczestnicy                                                                                               |                                 |                                 |                                 |
| KÍ | KÍ Klaksvík                     |                                 |                                 |
| Oznaczenia: - kolumna pierwsza – skróty nazw drużyn, - kolumna trzecia – miejsce zajęte w poprzednim sezonie. |                                 |                                 |                                 |

## Rozgrywki

### Tabela
| Lp. | Drużyna         | M | Z | R | P | Bramki | Bramki | Różn. | Pkt | Uwagi |
| --- | --------------- | - | - | - | - | ------ | ------ | ----- | --- | ----- |
| 1   | HB Tórshavn (M) | 6 | 4 | 0 | 2 | 17     | 12     | +5    | 8   |       |
| 2   | B36 Tórshavn    | 6 | 3 | 1 | 2 | 10     | 12     | −2    | 7   |       |
| 3   | KÍ Klaksvík     | 6 | 3 | 0 | 3 | 12     | 8      | +4    | 6   |       |
| 4   | TB Tvøroyri     | 6 | 1 | 1 | 4 | 11     | 18     | −7    | 3   |       |

### Wyniki spotkań
| Gospodarz \ Gość | B36 | HB  | KÍ  | TB   |
| B36 Tórshavn     |     | 3:2 | 1:0 | 3:3  |
| HB Tórshavn      | 4:1 |     | 3:1 | 4:2  |
| KÍ Klaksvík      | 1:2 | 3:0 |     | 3:01 |
| TB Tvøroyri      | 2:0 | 2:4 | 2:4 |      |

Aktualne na 14 marca 2015. Źródło: FaroeSoccer.com
Objaśnienia:
1Drużyna gospodarzy jest wymieniona po lewej stronie tabeli.
Kolory: zielony – zwycięstwo gospodarzy, żółty – remis, różowy – zwycięstwo gości.
Objaśnienia:
1. KÍ Klaksvík zwyciężył walkowerem. Ponieważ TB Tvøroyri nie wystawił na mecz pełnego składu, KÍ przyznano zwycięstwo w wysokości najwyższego zwycięstwa uzyskanego wcześniej w lidze[1].